# Tadesse Getahon
Tadesse Getahon (* 20. Dezember 1997 in Gonder) ist ein israelischer Leichtathlet äthiopischer Herkunft, der sich auf den Langstreckenlauf spezialisiert hat.

## Sportliche Laufbahn und Leben
Erste internationale Erfahrungen sammelte Tadesse Getahon im Jahr 2017, als er bei den U23-Europameisterschaften in Bydgoszcz in 30:37,49 min im 10.000-Meter-Lauf auf den 15. Platz gelangte. Zwei Jahre später gewann er bei den U23-Europameisterschaften in Gävle in 28:46,97 min die Silbermedaille hinter dem Franzosen Jimmy Gressier und belegte im 5000-Meter-Lauf in 14:17,43 min den vierten Platz. Im Dezember erreichte er dann bei den Crosslauf-Europameisterschaften in Lissabon nach 24:50 min Rang vier in der U23-Wertung. Im Jahr darauf wurde er bei den Halbmarathon-Weltmeisterschaften 2020 in Gdynia nach 1:00:52 h 25. und 2022 wurde er wegen eines Dopingvergehens gesperrt und alle Resultate der Jahre 2021 und 2022 annulliert. 2023 belegte er bei der 3. Liga der Team-Europameisterschaft im Rahmen der Europaspiele in Chorzów in 14:19,86 min den vierten Platz über 5000 Meter und im Oktober wurde er bei den Straßenlauf-Weltmeisterschaften in Riga nach 1:01:34 h 28. im Halbmarathon. Im Dezember gelangte er dann bei den Crosslauf-Europameisterschaften in Brüssel nach 30:33 min auf den fünften Platz im Einzelbewerb. Im Jahr darauf belegte er bei den Europameisterschaften in Rom in 28:09,87 min den siebten Platz über 10.000 Meter. 
In den Jahren 2019, 2023 und 2024 wurde Getahon israelischer Meister im 5000-Meter-Lauf sowie 2023 und 2024 auch über 10.000 Meter.

## Persönliche Bestleistungen
- 3000 Meter: 7:57,80 min, 11. Juni 2023 in Tel Aviv-Jaffa
- 5000 Meter: 13:35,14 min, 25. April 2024 in Tel Aviv
- 10.000 Meter: 27:33,99 min, 20. Mai 2023 in London (israelischer Rekord)
- 5-km-Straßenlauf: 28:58 min, 3. Januar 2020 in Tiberias (israelischer Rekord)
- 10-km-Straßenlauf: 28:12 min, 14. Januar 2024 in Valencia (israelischer Rekord)
- Halbmarathon: 1:00:52 h, 17. Oktober 2020 in Gdynia